# The Tired Sun
The Tired Sun es el EP debut de la banda neozelandésa Able Tasmans, lanzada en 1985 por Flying Nun Records.

## Lista de canciones
Lado A
1. Patrick's Mother
2. Rain In Tulsa
3. Tom Song

Lado B
1. Snow White Chook
2. Nelson The Cat
3. Rhyme For Orange